# Desiderio (film 2006)
Desiderio (Sehnsucht) è un film del 2006, scritto e diretto da Valeska Grisebach. Girato con attori non professionisti, è stato candidato per l'Orso d'oro al Festival di Berlino nel 2006.
È stato distribuito nelle sale italiane a partire dal 29 giugno 2007.

## Trama
In una piccolissima cittadina, il giovane Markus, di mestiere fabbro e volontario presso i vigili del fuoco, ha amato in vita sua una sola donna, Ella, con cui è ora felicemente sposato. Durante una cena con i vigili fuori città, Markus conosce la cameriera Rose con cui passa la notte, complice anche l'alto tasso alcolico della serata. La mattina dopo Markus fa ritorno a casa, senza naturalmente rivelare nulla a Ella dell'accaduto, ma nei giorni seguenti qualcosa lo spinge a ritornare nuovamente da Rose. Cominciano così a frequentarsi, di tanto in tanto, finendo con l'innamorarsi, finché un imprevisto fa uscire allo scoperto la loro relazione. Ella, con il cuore in lacrime, lascia il marito, mentre Rose sembra invece scomparsa, senza avergli detto nulla. Persa l'amante e soprattutto la moglie, Markus si suicida con un colpo di fucile.
Tempo dopo alcuni ragazzini, narrandosi a vicenda alcune storielle della loro cittadina, menzionano anche la vicenda di Markus, Ella e Rose: Markus è sopravvissuto al tentativo di suicidio e si è rimesso con una di loro.

## Critica
- È una piccola storia a 3 personaggi che, con scabra e struggente intensità, pone più di una domanda senza dare risposte. Da anni non si vedeva un film europeo così radicalmente antihollywoodiano (...) ellittico nei momenti forti, teso a suggerire un'atmosfera di sentimenti. Commento del dizionario Morandini che assegna al film tre stelle su cinque di giudizio.[1]
- Il dizionario Farinotti assegna al film due stelle su cinque di giudizio, senza aggiungere alcun commento.[2]

## Riconoscimenti
- 2006 - Gijón International Film Festival
  - Grand Prix Asturias
- 2008 - Love is Folly International Film Festival
  - Miglior attore a Andreas Müller.
- 2006 - Warsaw International Film Festival
  - Special Jury Award A Valeska Grisebach
- 2006 - Mostra internazionale del Nuovo Cinema di Pesaro
  - Premio Miccichè.